# Micubiši Ki-51
Micubiši Ki-51 Guntei (japonsky: 三菱 キ-51) byl japonský dvoumístný jednomotorový armádní bitevní letoun užívaný ve druhé světové válce. Spojenci byl znám pod kódovým označením Sonia. V japonské armádě dostal označení armádní bitevní letoun typ 99 (九九式襲撃機, Kjúkjúšiki šúgekiki).

## Vznik
V prosinci 1937 Generální štáb letectva japonské císařské armády zadal u společnosti Micubiši vývoj modernizované a odlehčené podoby letounu Micubiši Ki-30 k zajištění taktického ozbrojeného průzkumu a k přímé podpoře pěších a obrněných jednotek. V únoru 1938 letectvo požadavky upřesnilo specifikacemi na nejvyšší rychlost 420 km/h ve 2000 m, maximální vzletovou hmotnost 2700kg, bojový náklad 12 kusů pum po 15 kg nebo 4 po 50 kg, ofenzívní výzbroj dvěma vpřed mířícími pevnými 7,7mm kulomety a jedním pohyblivým pro obranu zadní polosféry.

## Vývoj
Prototyp poprvé vzlétl v červnu roku 1939 a druhý v srpnu. Následně vzniklo 11 strojů nulté série, které byly dokončeny do prosince. Jeden z nich byl upraven k průzkumu instalací kamer do zadní kabiny na Ki-51a.
Od svého předchůdce se odlišoval dolnoplošným uspořádáním, tvarově upravenými ocasními plochami a zkráceným překrytem kabiny. Ki-51 již nebyl vybaven pumovnicí, celkový náklad pum nepřevyšující 200 kg mohl být nyní zavěšen pouze pod křídlem a na centrálním trupovém závěsníku. V křídle se vztlakovými klapkami, křidélky a pevnými štěrbinovými sloty byly uloženy dva kulomety typ 89 ráže 7,7 mm, později se instalovaly účinnější typ 1 ráže 12,7 mm. Prostor za letounem bránil pozorovatel/střelec kulometem typ 89 ráže 7,7 mm. Pasivní obranu zajišťovalo pancéřování instalované na přední spodní části trupu. Za pohon byl vybrán dvouhvězdicový čtrnáctiválec Micubiši Ha-26-II o maximálním výkonu 708 kW.
Firma Micubiši vyrobila do prosince 1939 kromě dvou prototypů i 11 ověřovacích exemplářů a poté 1459 letounů dodávaných do března 1944. Od července 1941 do července 1945 Ki-51 vyráběla společnost Tačikawa v počtu 913 strojů.

## Nasazení
.

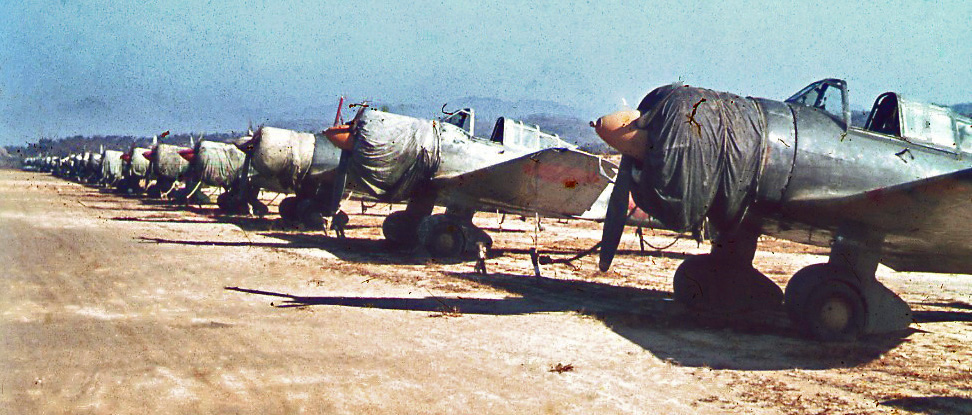
Ki-51

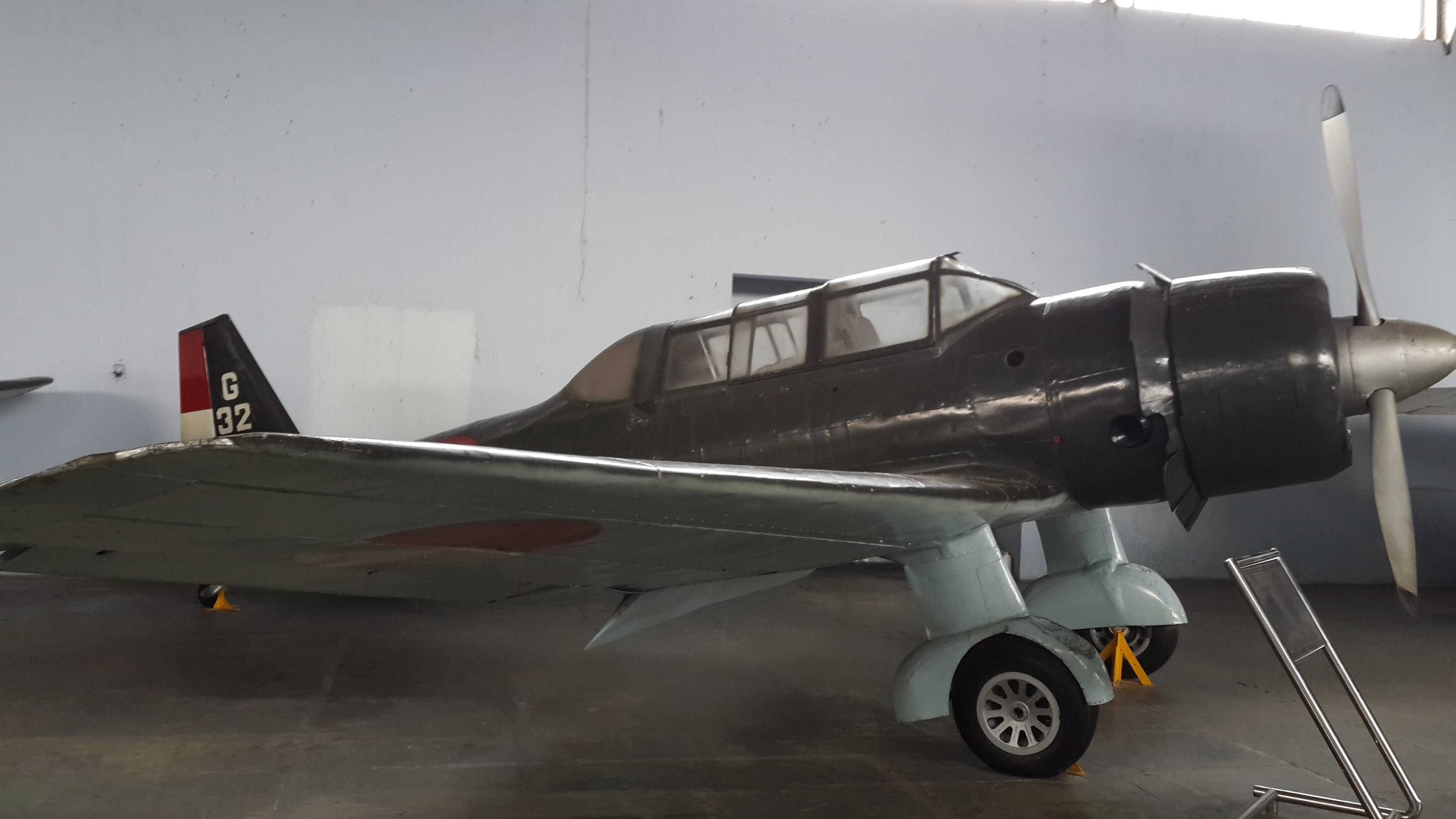
Micubiši Ki-51 (G-32), letectvo Indonésie. Vrak byl nalezen v roce 1987 na Nové Guineji

Ki-51 byl nejprve nasazen v Číně v síle osmi Sentai a třinácti nezávislých Čútai. Později se s tímto typem Spojenci setkávali v celém Tichomoří. Typ Ki-51 se celkem vyskytoval u útočných jednotek Sentai č. 44 a 83, dále u Dukuricu Hiko Čútai č. 41, 45, 47, 48, 49, 52, 53, 71, 73, 83, 89, 90 a 91, u nezávislé protiponorkové 1. Čútai, u 4. Kokugun Šireibu Hikodan a jako školní u armádní letecké akademie Koku Šikan Gakko.
Také na bojištích v Barmě byl celkově úspěšný. V závěru války se však ukázalo, že stroj je zastaralý. Letadlo též sloužilo, stejně jako většina japonských typů, k sebevražedným misím kamikaze, kdy pod trupem obvykle nesly pumu ráže 250 kg.
Po odchodu Japonců z území Nizozemské Východní Indie, budoucí Indonésie, získali Nizozemci několik trofejních Ki-51. Ty v roce 1946 přešly k založenému indonéskému letectvu, kde dostaly pojmenování Guntei a létaly jako školní až do 50. let 20. století.

## Specifikace

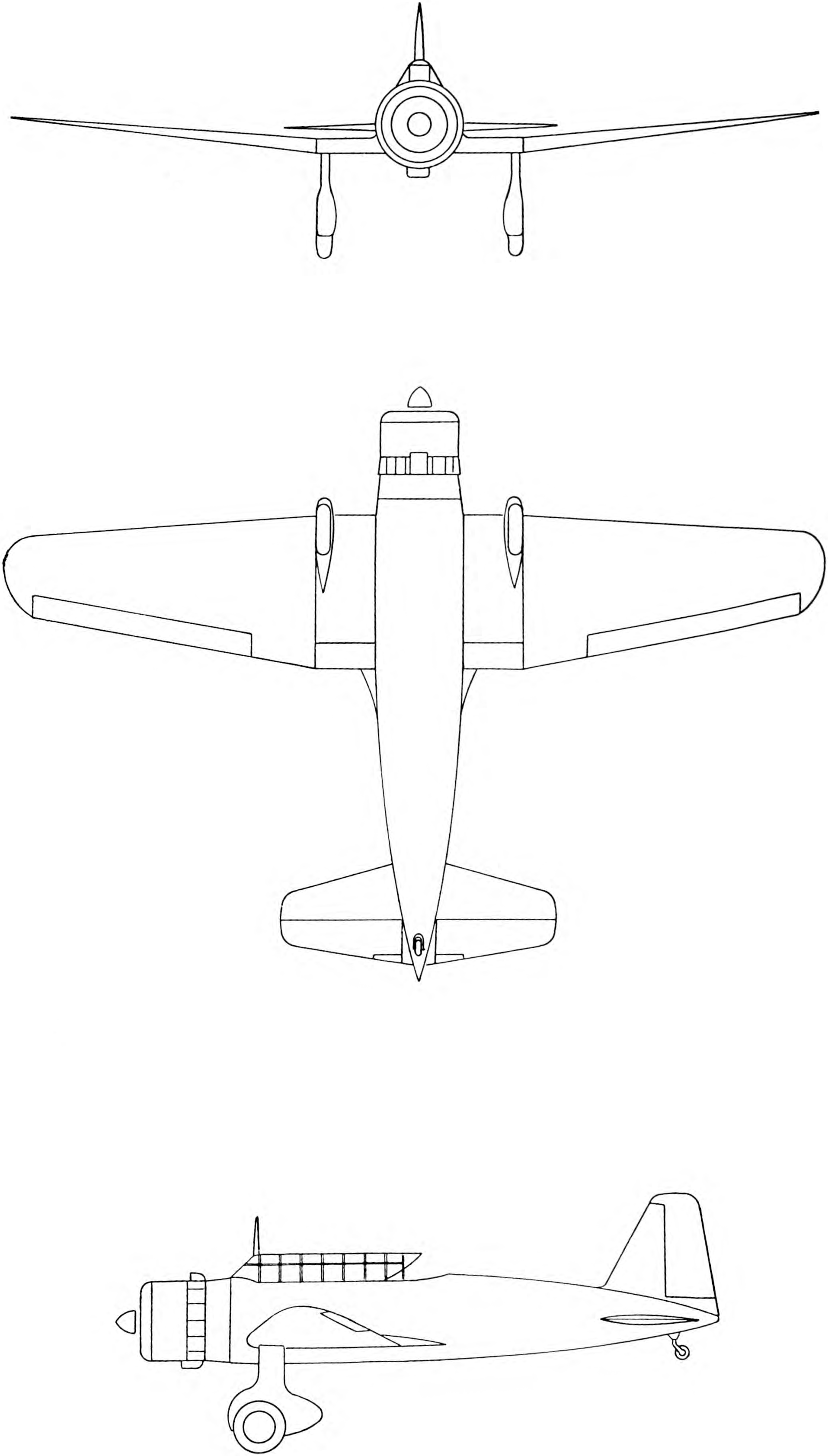
Třípohledový nákres Ki-51

Údaje dle

### Technické údaje
- Osádka:
- Rozpětí: 12,10 m
- Délka: 9,21 m
- Výška: 2,73 m
- Nosná plocha: 24,02 m²
- Hmotnost prázdného letounu: 1873 kg
- Maximální vzletová hmotnost: 2920 kg
- Pohonná jednotka:
- Výkon pohonné jednotky:

### Výkony
- Maximální rychlost ve 3000 m: 424 km/h
- Cestovní rychlost: 345 km/h
- Výstup na 5000 m: 9,8 min
- Dostup: 8270 m
- Dolet: 1060 km

### Výzbroj
- 2 × 7,7mm pevný kulomet typu 89 nebo 12,7mm Ho-103 v křídle[5]
- 1 × pohyblivý 7,7mm kulomet typu 89 nebo 7,92mm kulomet typ 98[5]
- max. 250kg puma pod trupem nebo do 200 kg pum pod křídlem[5]